# Danmarks Blinde
Danmarks Blinde – De Blindes Understøttelses- og Læseforening var en dansk velgørende forening, der hjalp blinde og udgav bøger og blade med punktskrift. Foreningen blev oprettet 1883 og nedlagt 1959.

## Lykkemønt
I 1913 begyndte Danmarks Blinde at præge Barnets Lykkeskilling, en mønt, som mange børn fik i dåbsgave. Skikken døde mere eller mindre ud, men Dansk Blindesamfund prøvede at genoplive den efter nedlæggelsen af Danmarks Blinde. Da Prins Felix i 2002 blev døbt, gav Dansk Blindesamfund ham en lykkemønt, men heller ikke i den omgang blev det nogen voldsom succes.